# Liezen

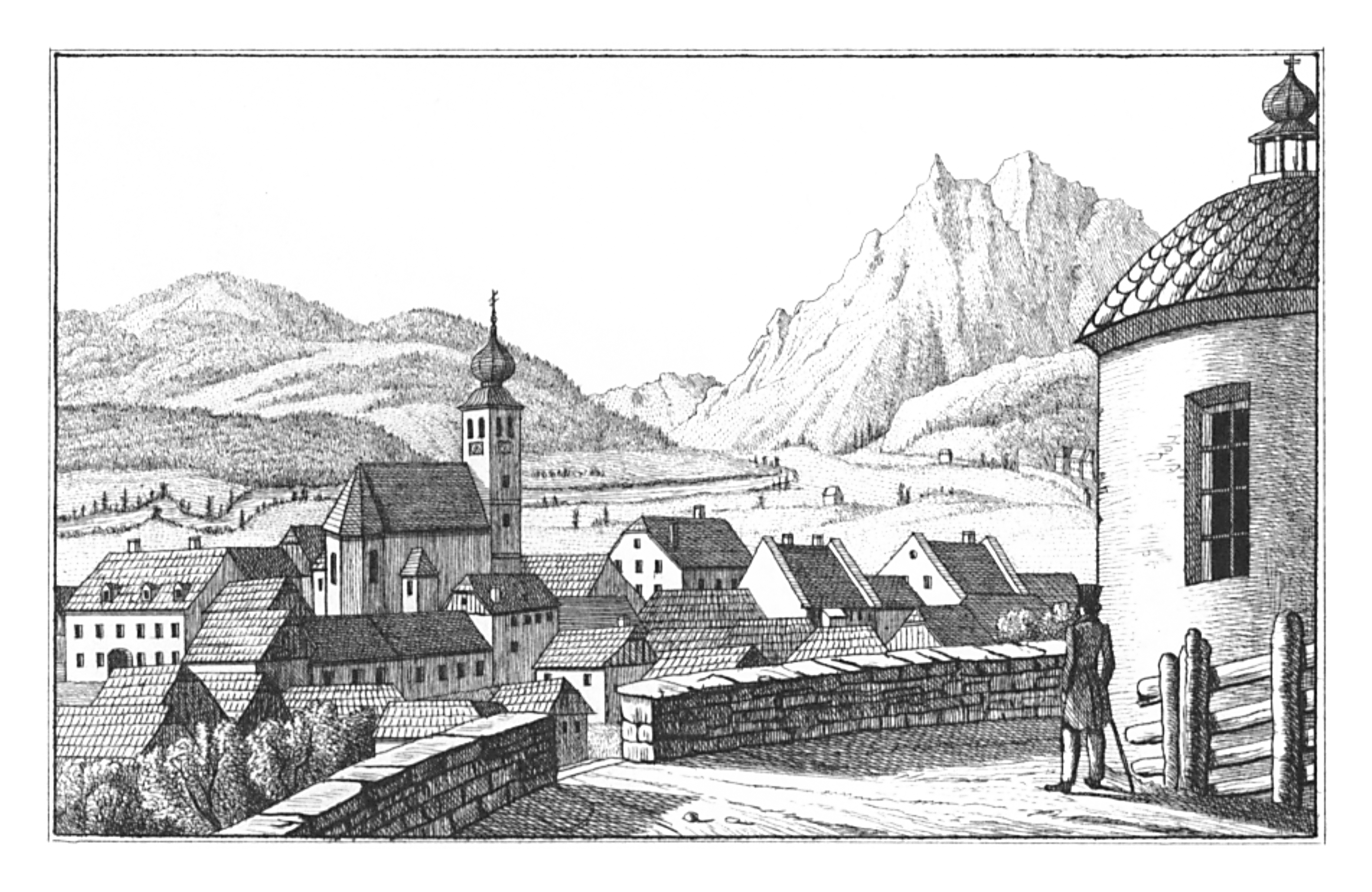
Liezen mit Blick auf Grimming,
S. Kölbl, lith. 1830

Liezen ist eine Stadt mit 8147 Einwohnern (Stand 1. Jänner 2025) im Steirischen Ennstal und Sitz der Bezirkshauptmannschaft des Bezirks Liezen, des flächenmäßig größten Bezirks Österreichs. Liezen ist eine Industrie-, Einkaufs- und Verwaltungsstadt.

## Geografie

### Geografische Lage
Liezen ist eine alte Bergbau- und Industriestadt, von der jedoch nur mehr sehr wenige alte Gebäude vorhanden sind. Vor allem der Hauptplatz besteht nur mehr aus neuen Gebäuden. Früher war die etwa zehn Kilometer südlicher gelegene historische Stadt Rottenmann Verwaltungssitz. Liezen liegt am Nordrand des Ennstales, etwa einen Kilometer vom hochwassergefährdeten Ufer der Enns entfernt. In der Talweitung zu Füßen des Pyhrnpasses, der die Kalkalpen nach Oberösterreich überquert, mündet von Norden der Pyhrnbach in die Enns. Direkt stromaufwärts liegt der Stadtteil (am gleichnamigen Gewässer), der mit Liezen räumlich zusammengewachsen ist. Außerdem ist Liezen ein wichtiger Verkehrsknotenpunkt.
Der ebene Talboden des Ennstals ist hier zwei bis drei Kilometer breit und teilweise sumpfig: Westlich der Doppelstadt liegt das etwa zwei Quadratkilometer große Wörschacher Moos, im Osten das Selzthaler Moos sowie der Zwirtner See.

### Gemeindegliederung
Die Stadtgemeinde Liezen wurde im Rahmen der steiermärkischen Gemeindestrukturreform mit 2015 mit der Gemeinde Weißenbach bei Liezen zusammengeschlossen, die neue Gemeinde führt den Namen Stadtgemeinde Liezen weiter. Grundlage dafür ist das Steiermärkische Gemeindestrukturreformgesetz – StGsrG.
Liezen besteht aus vier Ortschaften und gleichnamigen Katastralgemeinden (Fläche Stand: 31. Dezember 2023; Einwohnerzahl Stand 1. Jänner 2025):
- Liezen (6569 Ew., 2.684,37 ha) samt Am Berg, Auf der Leiten, Hinteregg, Röth und Salberg
- Pyhrn (247 Ew., 1.675,61 ha) samt Pyhrnerhofsiedlung
- Reithtal (146 Ew., 1.268,41 ha) samt Zwirtnersee
- Weißenbach bei Liezen (1185 Ew., 3.575,39 ha) samt Sensenschmied

### Nachbargemeinden
| Hinterstoder (KI, OÖ) | Vorderstoder (KI, OÖ)                       | Spital am Pyhrn (KI, OÖ) |
| Wörschach             | Kompassrose, die auf Nachbargemeinden zeigt | Ardning                  |
|                       | Lassing                                     | Selzthal                 |

## Geschichte
Vorgeschichte
In römischer Zeit wurde an der über den Pyhrnpass führenden Straßenverbindung die Poststation Stiriate angelegt, der als letzte Rast- und Umspannstation für die Pferdefahrzeuge der damaligen Zeit vor oder nach dem Pyhrnpass eine besondere Bedeutung zukam. Von dort führten Straßen westwärts über das Ennstal und das Ausseerland nach der römischen Stadt Iuvavum (Salzburg), nach Osten in Richtung Admont, nach Norden zur nächsten Station „Gabromagum“ (auch „Gabromagis“ genannt) bei Windischgarsten. Die Straße führte vom Triebener Tauernpass über „Surontio“, über Burgfried-Lassing (spätere Reichsstraße am Südhang der Burg Strechau) und über die Senke im östlichen Teil des Mitterberges ins Ennstal. Diese Poststation, von der sich Funde römischer Zeit, darunter Inschriftensteine, erhalten haben, bildete zugleich den Ausgangspunkt der späteren Siedlung.
Mittelalter und frühe Neuzeit

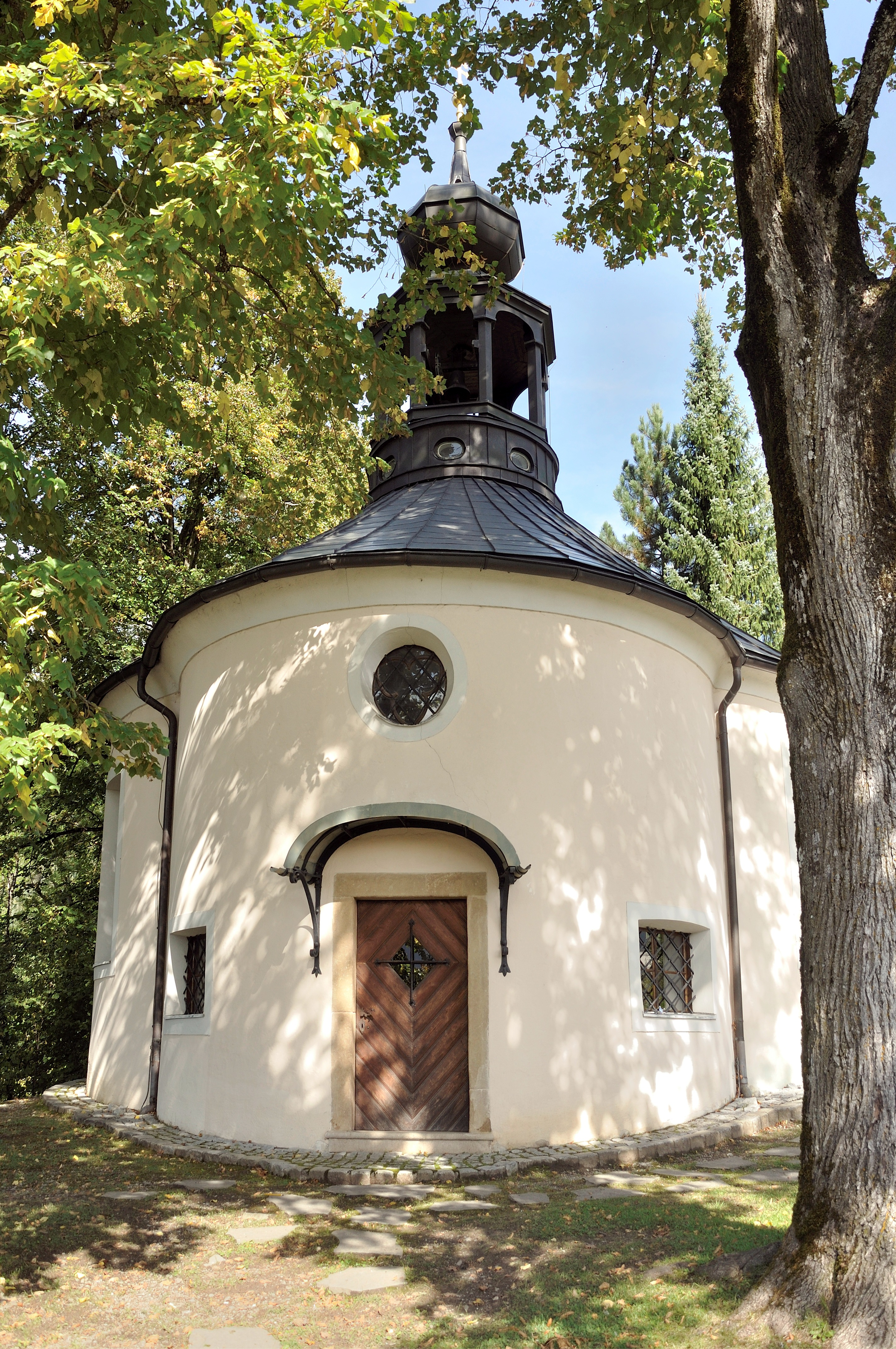
Kalvarienbergkapelle

Die erste Erwähnung von Liezen erfolgte um 1130 in einem Güterverzeichnis des Stiftes Admont unter dem slawischen Namen Luecen, was „feuchte Wiese“ oder „Moor“ bedeutet. Die dem heiligen Veit geweihte Pfarrkirche des Dorfes ist erstmals um 1160 erwähnt, ihr Patrozinium verweist auf eine Missionsbeziehung zum Prager Veitsdom.
Ein wichtiger Wirtschaftsfaktor des Ortes war zum einen dessen Lage am Pyhrn-Pass, zum andern der seit dem 13. Jahrhundert nachweisbare Eisenerzabbau am Salberg. Die oberhalb Liezens an der Roten Wand sichtbaren Eisenerzvorkommen hatten zur Entstehung einer Drachensage geführt, die auch im späteren Stadtwappen thematisiert wurde.
Im ausgehenden 15. Jahrhundert erfolgte ein spätgotischer Neubau der Kirche, die erst um 1600 den Rang einer eigenständigen Pfarrkirche erhielt. Wegen der Türkenbedrohung im ausgehenden Mittelalter wurde die Kirche zugleich mit einem Tabor umgeben. Die Filialkirche Liezen wurde 1515 dem Stift Rottenmann inkorporiert, erst 1614 wurde die zwischenzeitlich evangelisch gewordene Kirche zur selbständigen katholischen Pfarre erhoben. Die nach der Pestepidemie von 1714/15 als barocker Vierkonchenbau errichtete Kalvarienbergkirche am Salberg besitzt im Innern eine Kreuzigungsgruppe des Bildhauers Balthasar Prandstätter aus Judenburg.
Westlich des Ortes entstand um 1600 das Renaissance-Schloss Grafenegg, das schließlich nach wechselhaftem Schicksal 1982 abgerissen wurde. Seit dem 17. Jahrhundert besaß Liezen faktisch Marktfunktionen, obgleich eine eigentliche Marktrechtsverleihung nicht stattgefunden hat.
19. und frühes 20. Jahrhundert

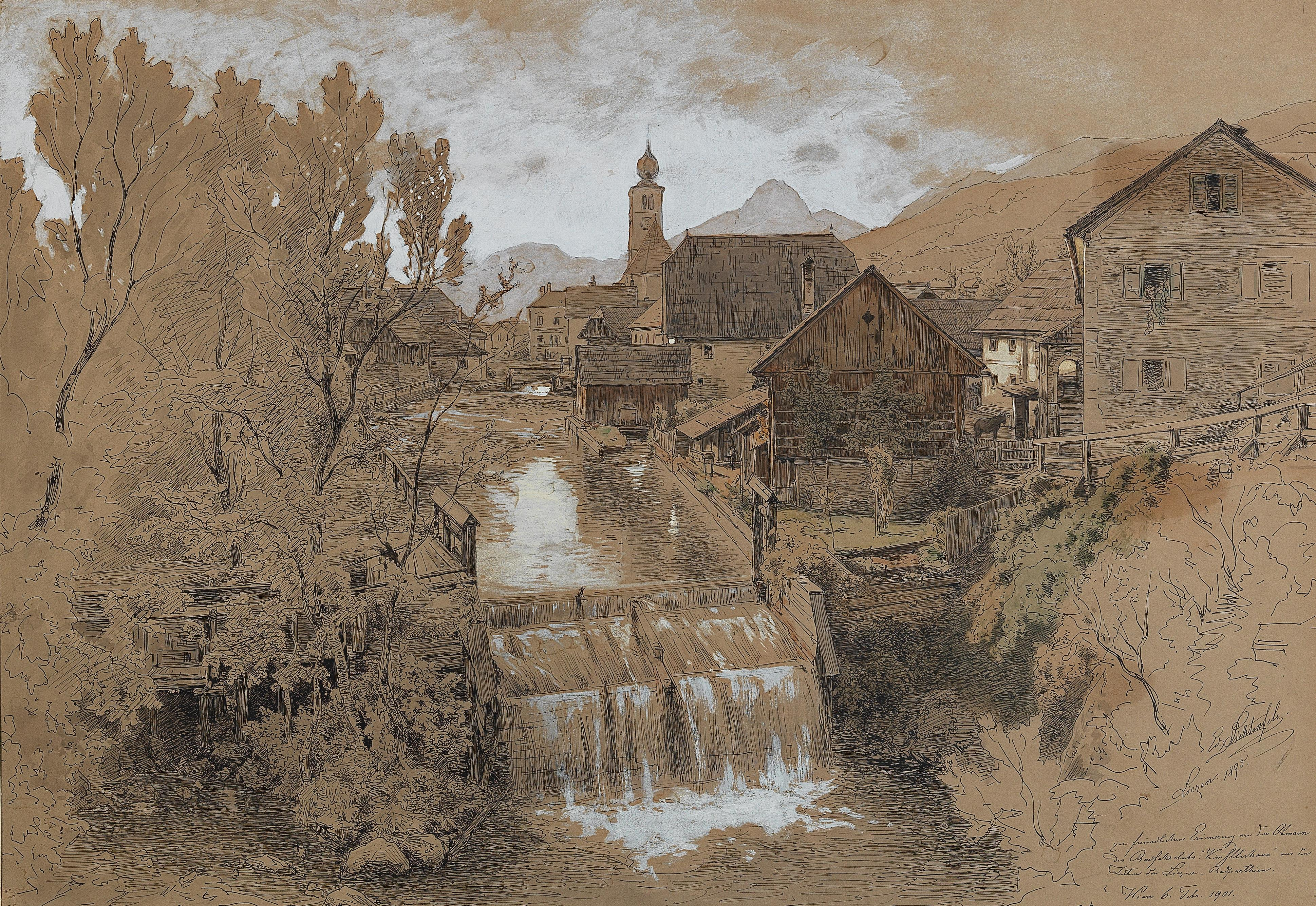
Eduard Peithner von Lichtenfels: Liezen im Jahre 1895

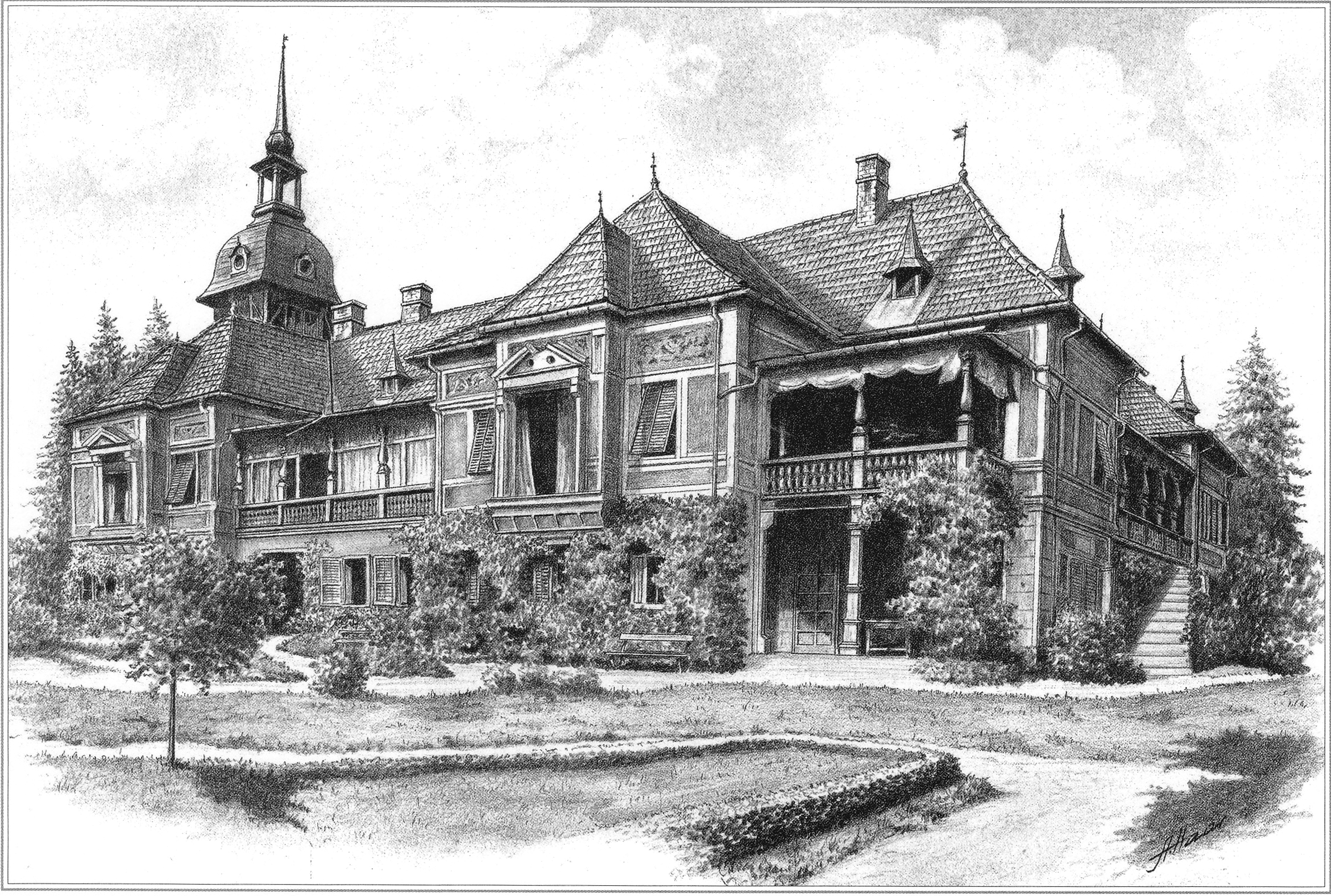
Die Liezener Dumba-Villa im ausgebauter Zustand um 1880

Die entscheidende Wende in der Stadtentwicklung Liezens vollzog sich mit der Revolution von 1848, die die bestehenden grundherrlichen Verhältnisse beendete. Liezen erhielt 1850 eine Gemeindevertretung und wurde 1866 Sitz der Bezirkshauptmannschaft.
Vor allem aber war die Zeit ab 1850 für Liezen geprägt durch die wirtschaftliche Entwicklung zum Industrieort für die Eisenverhüttung. Josef Pesendorfer (1791–1856) – an ihn erinnert das in Gusseisen hergestellte Pesendorfer-Kreuz von 1827 – gründete 1853 die (1893 stillgelegte) Amalienhütte unterhalb des Pyhrn-Passes.
Im Jahre 1873 erhielt Liezen mit dem Bahnhof Selzthal-Liezen an der Kronprinz-Rudolf-Bahn, und 1875 mit einem eigenen Bahnhof an der neuen Verbindungsbahn von Selzthal nach Bischofshofen, der Giselabahn, Anschluss an das bestehende Schienennetz. Als Folge dieser Anbindung wurde das wegen seiner Lage gerühmte Liezen zunehmend ein beliebter Ferienort. Der Abbruch des historischen Bahnhofsgebäudes von 1875 erfolgte 2016.
Zu den wichtigsten Persönlichkeiten Liezens im späteren 19. Jahrhundert gehörte der Wiener Industrielle und Mäzen Nikolaus Dumba, der für sein soziales und wirtschaftliches Engagement für den Ort 1870 die Ehrenbürgerwürde verliehen erhielt. Während die 1874/75 durch den Wiener Architekten August Krumholz im Stil des Historismus als Jagdschloss erbaute Dumba-Villa  1960 zugunsten eines größeren Siedlungsbauprojekts abgebrochen wurde, hat sich die benachbarte „Kleine Villa Dumba“ erhalten. Zu den Künstlern, die als Gäste der Familie Dumba in Liezen weilten, gehörten u. a. Rudolf von Alt, Gottfried Seelos und Karl Pischinger, der hier verstarb.

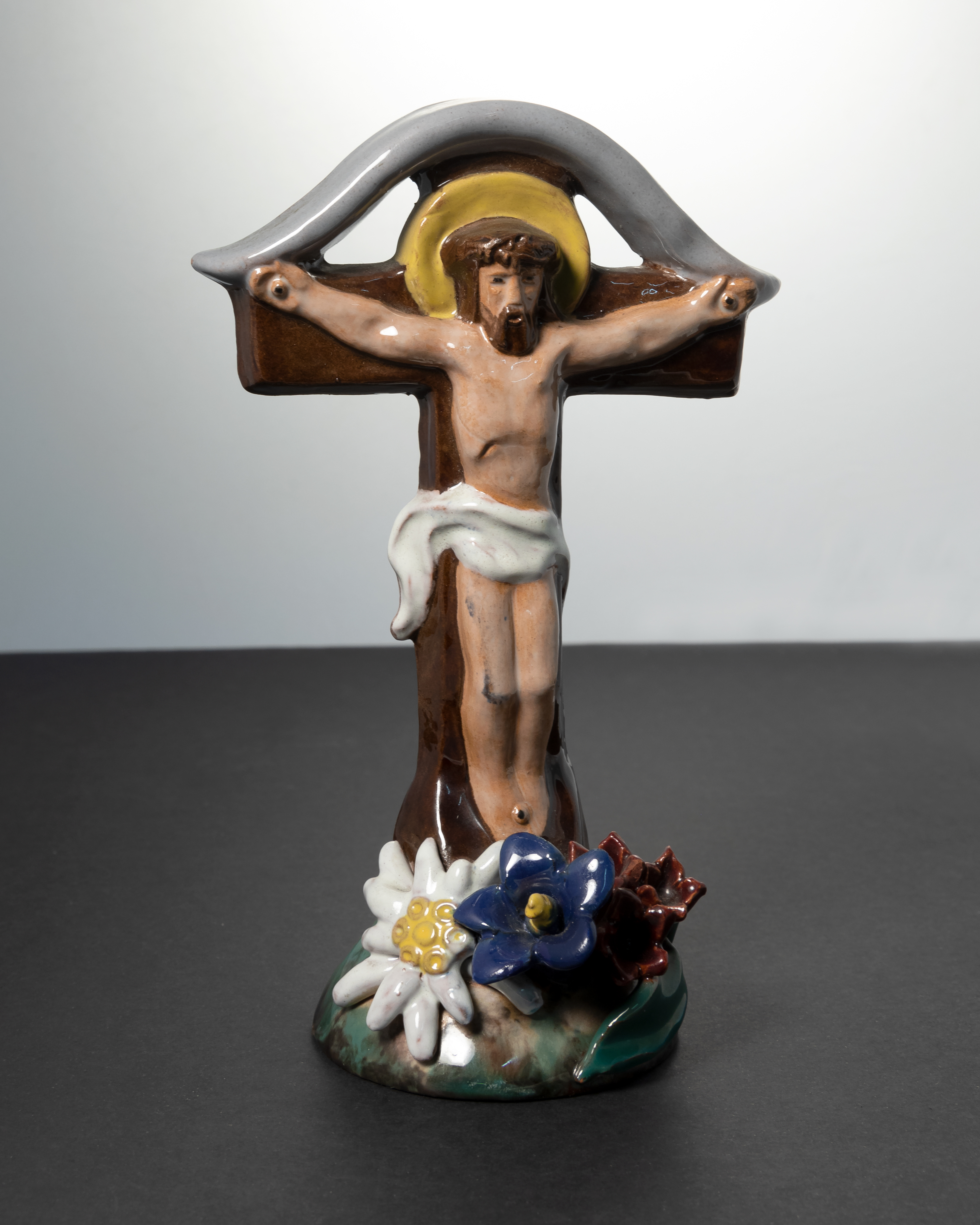
Kruzifix der Alpenländischen Kunstkeramik Liezen, ca. 1930

Um die Wende zum 20. Jahrhunderts präsentierte sich Liezen als aufstrebender Ort, was in der intensiven Bautätigkeit Ausdruck fand. 1881 erfolgte der Neubau eines Schulgebäudes nach Plänen des Admonter Baumeisters Luigi Franz. 1960 wurde es unter Verlust seines architektonischen Charakters „modernisiert“. Bereits um 1900 hatte sich Liezen – erfolglos – um die Anerkennung als Marktgemeinde bemüht und – unter Verwendung des Vorgängerbaus – bis 1907 ein repräsentatives Rathaus, zugleich Sitz der Bezirkshauptmannschaft, nach Plänen des Grazer Architekten Friedrich Hofman errichtet. 1902–1904 entstand das Gerichtsgebäude an der Ausseer Straße, 1911–1912 wurde auch die spätgotische Pfarrkirche um einen neugotischen Chorbau nach Entwurf des Linzer Dombaumeisters Matthias Schlager erweitert, wofür der spätmittelalterliche Tabor niedergelegt wurde.
In der Zwischenkriegszeit nahm die wirtschaftliche Entwicklung Liezens eine eher zögerliche Entwicklung. 1925 wurde von den Brüdern Vasold die Alpenländische Kunstkeramik Liezen begründet, die bis 1960 bestand und neben Gebrauchskeramik auch anspruchsvolle kunstgewerbliche Arbeiten produzierte. Während des Zweiten Weltkriegs entstand ab 1940 westlich des Ortsgebiets auf den Gründen der früheren Dumba-Villa eine Südtiroler-Siedlung als eine im Heimatschutzstil errichtete regelmäßige städtebauliche Anlage für ausgesiedelte Südtiroler. Die Siedlung bildete den Ausgangspunkt für die spätere Entwicklung eines größeren Siedlungskomplexes.
Stadterhebung
Die Erhebung Liezens zur Stadt im Jahre 1947 erfolgte aufgrund des Wirtschafts- und Bevölkerungszuwachses vor und nach dem Zweiten Weltkrieg. Im Rahmen der Forcierung der Rüstungsindustrie nach dem Anschluss Österreichs war 1939 durch August Schmid-Schmidsfelden die Schmidhütte Liezen begründet worden. 1954 übernahm die VOEST die inzwischen verstaatlichte Hütte, die aber infolge des Noricum-Skandals abgestoßen und seit 1994 als Maschinenfabrik Liezen und Gießerei weitergeführt wurde.
Im Anschluss an die Stadterhebung nahm Liezen eine städtebauliche Entwicklung, die mit einem großen Verlust an historischer Bausubstanz verbunden war. Um 1960 entstand ein von zwei Hochbauten markierter Hauptplatz mit einheitlicher Platzrandbebauung im Stil des Funktionalismus. Finanzamt und Arbeitsamt erhielten 1980 einen gemeinsamen Neubau im Stil des Brutalismus. Der letzte Rest des mittelalterlichen Tabors, das alte Schulhaus, wurde 1983 abgebrochen.
Anlässlich der Stadterhebung war 1947 die evangelische Bekennerkirche von Admont, zu deren Sprengel Liezen gehörte, in den Rang einer eigenständigen Pfarrkirche erhöht worden. Die Errichtung der Auferstehungskirche in Liezen erfolgte in den Jahren 1957 bis 1959; nach dem Zubau des Gemeindezentrums wurde 1972 der Amtssitz des Pfarrers von Admont nach Liezen verlegt. Im Ortsteil Weißenbach wurde in den Jahren 1966 bis 1968 die katholische Filialkirche nach Plänen des Mariazeller Architekten Kurt Weber-Mzell in Fertigbauweise errichtet.
Ab 1950 entstand in der südlichen Peripherie der Stadt jenseits der Eisenbahntrasse ein neues Wohngebiet. Obwohl dieser Bereich „offiziell … nicht als Bauland ausgewiesen“ war und nach Gemeinderatsbeschluss „weitere Ansuchen um Baugrund … abgelehnt werden“ sollten, waren jedoch „bis 1959 nicht nur die evangelische Kirche, sondern auch andere Häuser bereits im Rohbau fertiggestellt.“ Weitere Wohngebiete entstanden in Hanglage nördlich der Stadt. Seit der Jahrtausendwende verlagerte sich das geschäftliche Zentrum der Stadt zunehmend nach Süden an die als Umgehungsstraße gebaute Bundesstraße 320.
Aus Anlass der 70-Jahr-Feier der Stadt Liezen wurde im Juni 2017 am Eingang des Ortskerns eine monumentale Metallskulptur des Wappentiers der Stadt, des Lindwurms, von der Bildhauerin Naira Boesch-Geworkian (1961–2022) aufgestellt.

## Kultur und Sehenswürdigkeiten
Liezen

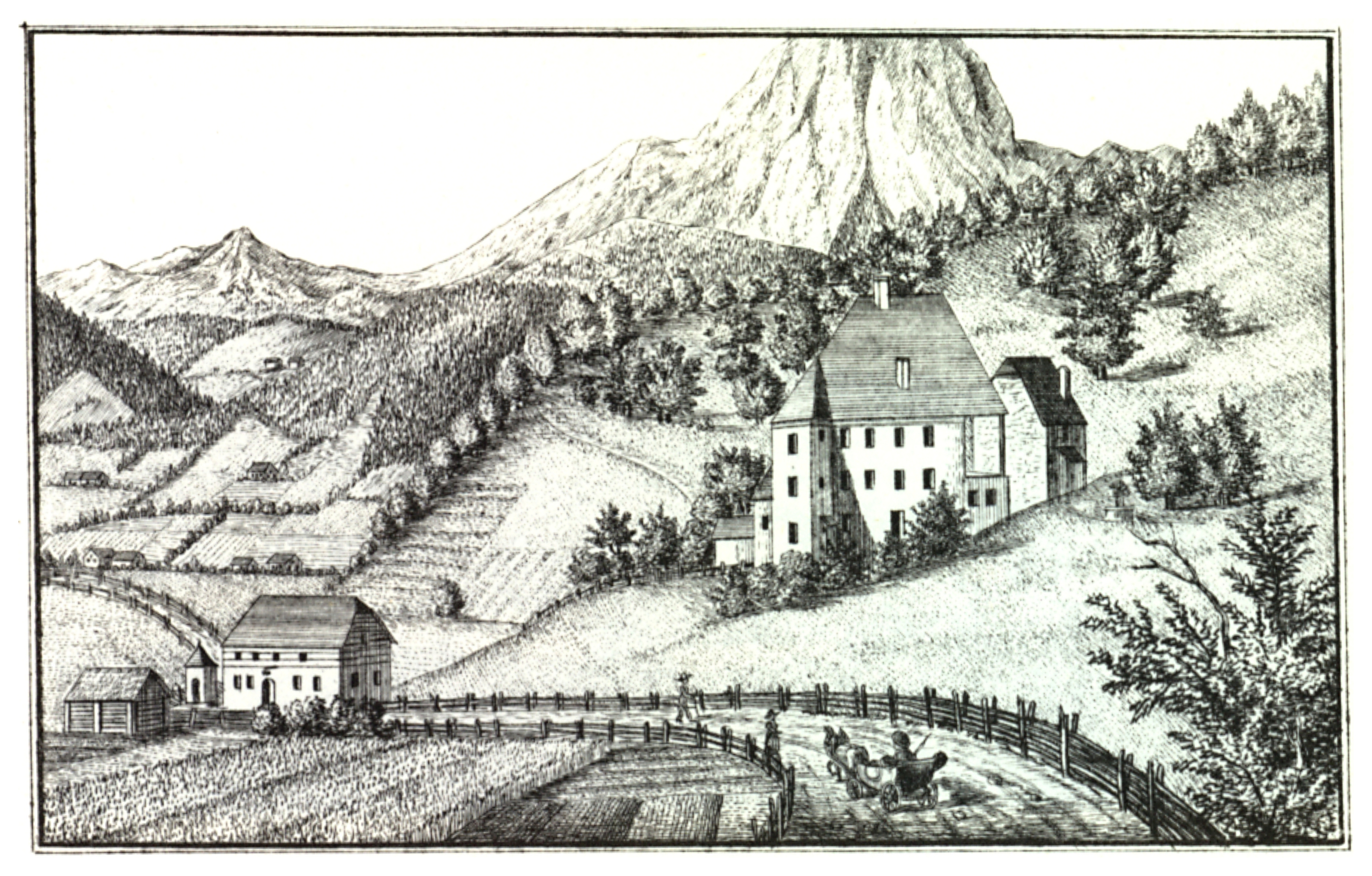
Schloss Grafenegg um 1830, Abriss vor Unterschutzstellung 1982

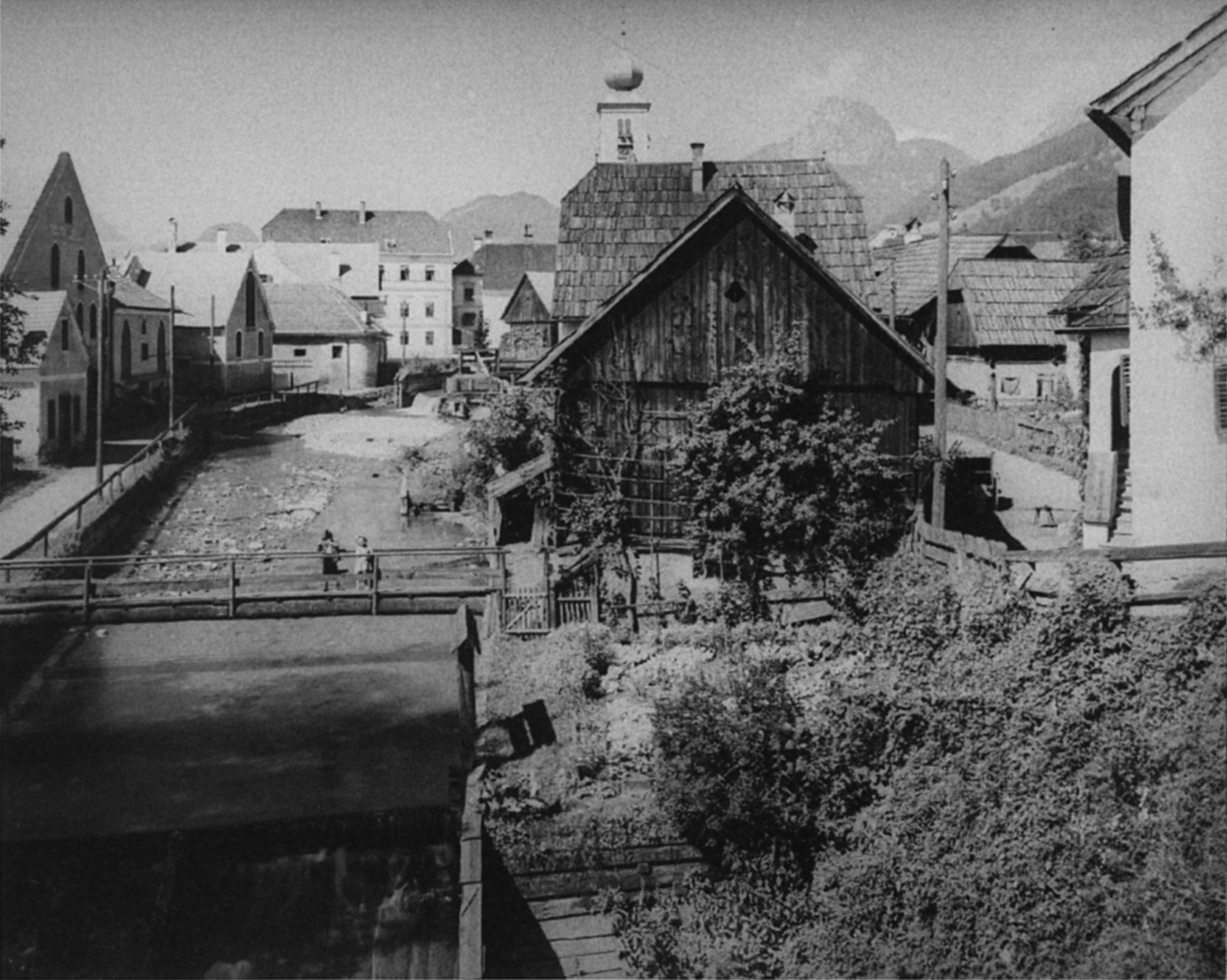
Häuserzeile am Pyhrnbach, 1909

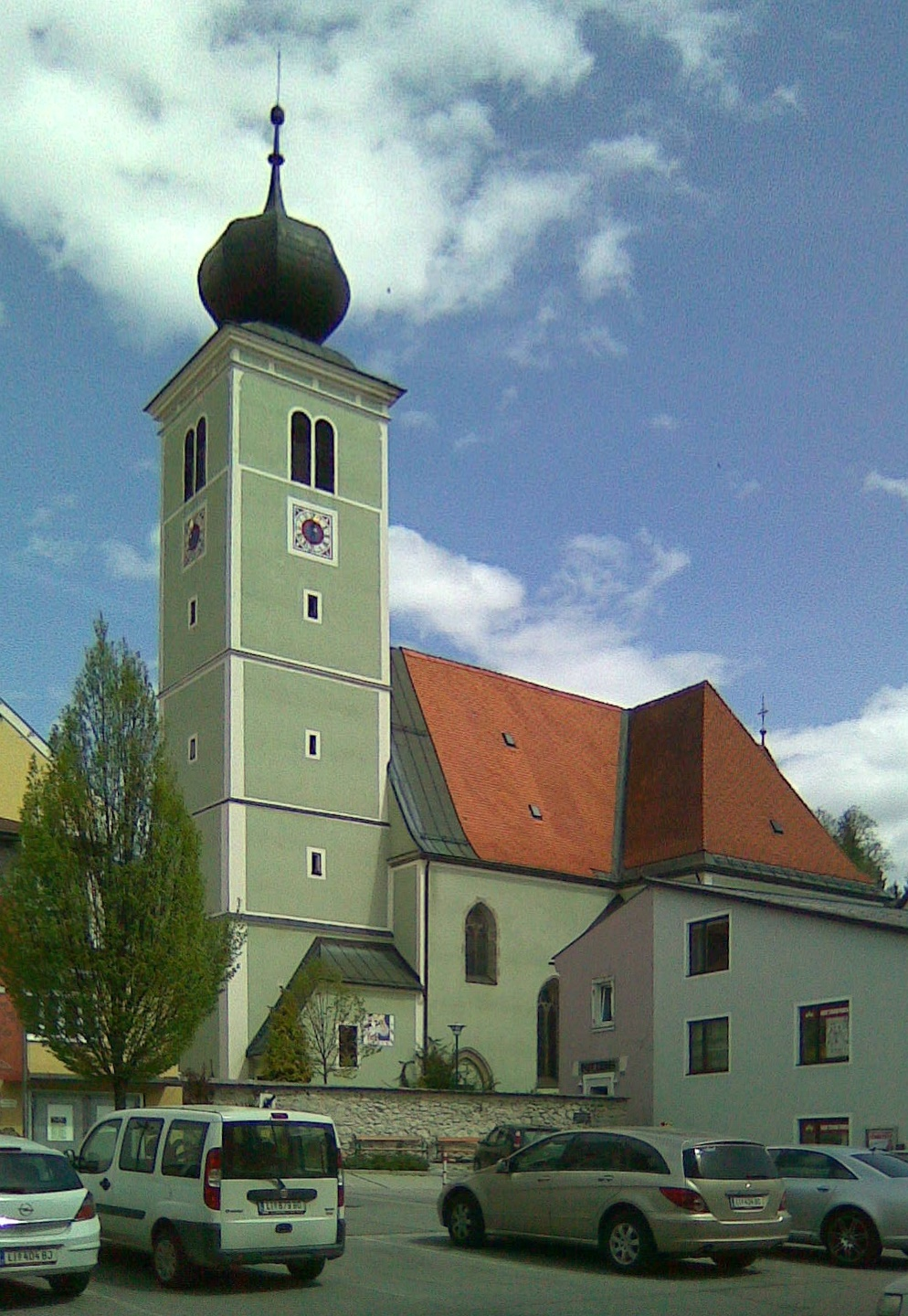
Katholische Pfarrkirche Liezen

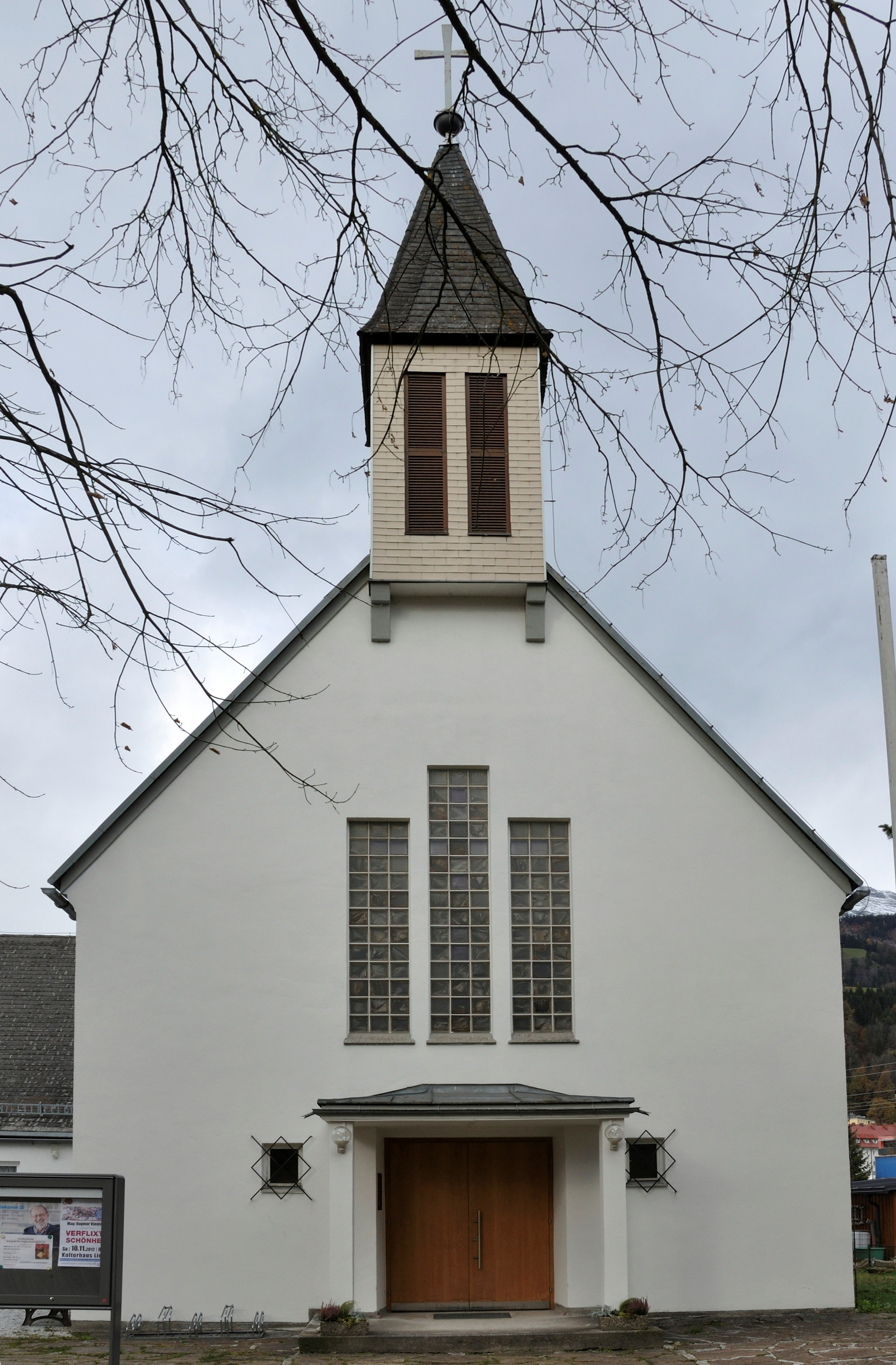
Evangelische Auferstehungskirche Liezen

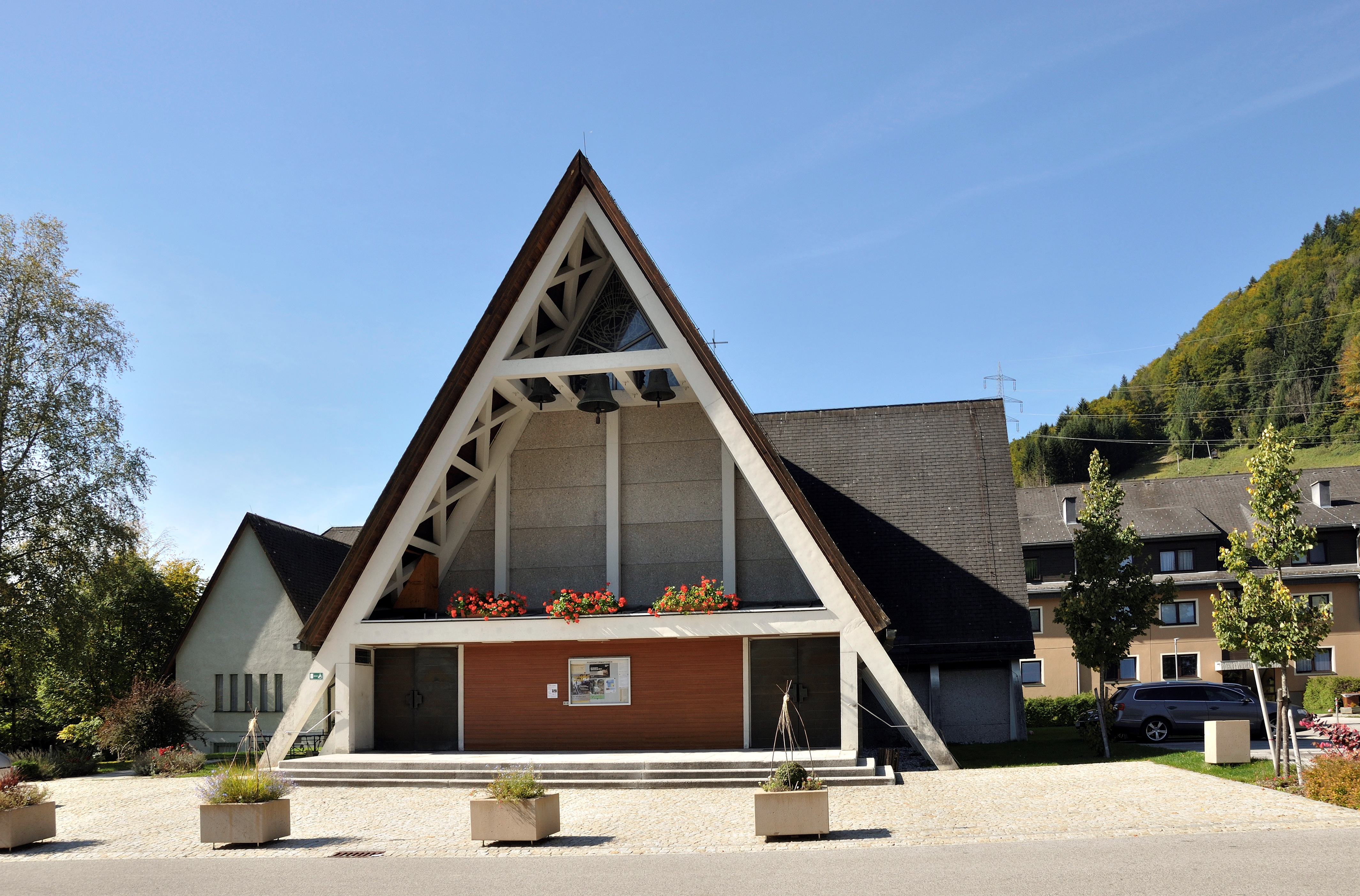
Filialkirche Weißenbach bei Liezen

- Katholische Pfarrkirche Liezen hl. Veit
- Kalvarienbergkirche
- Evangelische Pfarrkirche Liezen
- Alte Schmiede, Rainstorm Nr. 7
- Gassner-Mühle Untergayer, 18. Jahrhundert
- Rathaus
- Pesendorfer-Kreuz
- Im Süden der Stadt, südlich der Enns, stehen zwei Denkmäler des Zweiten Weltkrieges.
- Im seitlichen Kirchenaufgang befinden sich zwei beschriftete Steine aus der ehemaligen Römersiedlung Liezen.

Pyhrn
- Meilenstein Zu den drei Kaisern

Reithtal
- Kalvarienbergkapelle
- Bildstock zu Nicolaus Dumba, Am Salberg
- Kreuzweg, Arzbergweg
- Turmruine der sog. „Oberen Klause“, mit ihr konnte man das Tal sperren und so einen Zugang nach Admont verhindern. Die sog. „Untere Klaus“ befindet sich auf der anderen Talseite östlich von Selzthal.

Weißenbach
- Katholische Filialkirche Weißenbach bei Liezen

Beim Landesblumenschmuckbewerb Flora|19 erhielt Liezen als eine der sieben steirischen Städten eine Gesamtzahl von fünf Floras und zählt damit zu den Gewinnern des Bundeslandes.

### Regelmäßige Veranstaltungen
- Alle zwei Jahre wird der „Internationale Wettbewerb für Violoncello“ ausgetragen.
- Im Kulturhaus Liezen finden immer wieder regionale Kunsttreffen statt.
- Seit 1925 findet jährlich am ersten Sonntag im August das Bergturnfest Liezener Hütte mit leichtathletischen Wettbewerben in 1767 m Höhe statt.
- Der „Liezener Musikfrühling“ setzt auf ein Nebeneinander von Jazz-, Schlager- und klassischer Musik. Im Sommer findet unter anderem die „Liezener Musiknacht“ statt.
- Das Motorradtreffen findet jedes Jahr im SC Stadion statt.

## Wirtschaft und Infrastruktur

### Ansässige Unternehmen
Der größte Betrieb in Liezen ist die Maschinenfabrik Liezen und Gießerei.

### Verkehr

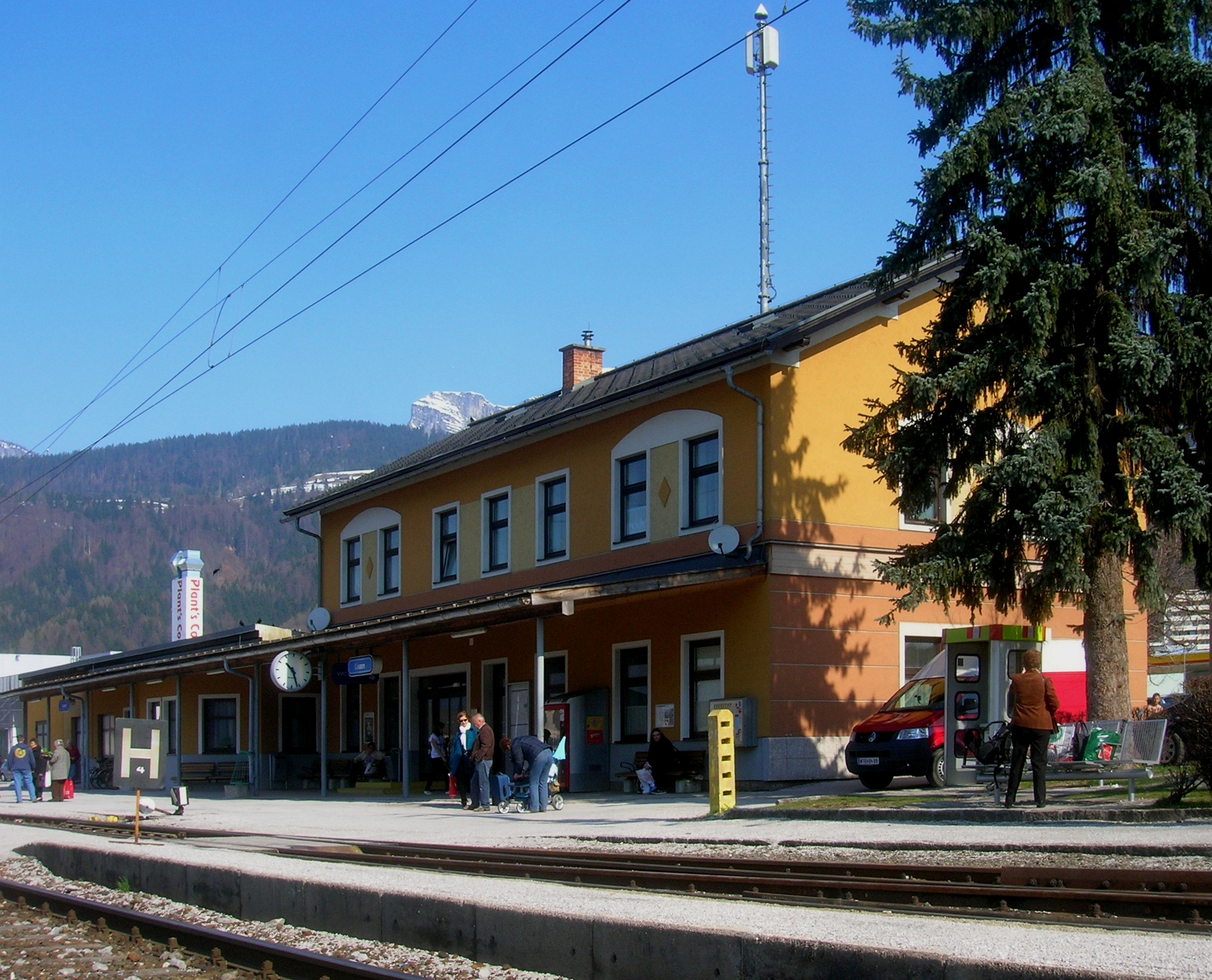
Der Bahnhof Liezen vor dem Umbau des Bahnhofs mit Abbruch des Aufnahmsgebäudes

- Straße: Liezen ist ein wichtiger Knotenpunkt für den Straßenverkehr. Die Ennstal Straße B 320, eine Hauptverbindung zwischen der Steiermark und Salzburg, geht hier in die Pyhrn Autobahn A 9 über. Die Straße über den Pyhrnpass B 138, die hier von der Ennstalstraße abzweigt, stellt die Verbindung zum unmittelbar an die Gemeinde angrenzenden Bundesland Oberösterreich her. Der Großteil des Schwerverkehrs wird aber durch den mautpflichtigen Bosrucktunnel der Pyhrn Autobahn A 9 abgewickelt.
- Bahn: Der Bahnhof Liezen, welcher an der Ennstalbahn liegt, ist regelmäßiger Halt der Intercity-Verbindungen zwischen Graz und Salzburg beziehungsweise Innsbruck. 2016 wurde das Aufnahmsgebäude abgerissen, das durch einen Neubau ersetzt wurde. Ein wichtiger Eisenbahnknotenpunkt befindet sich im nahe gelegenen Selzthal.

### Medien
Einige Regionalzeitungen haben in Liezen ihren Sitz, wie zum Beispiel die Liezener Bezirksnachrichten und die Ennstaler Woche. Weiters gibt es ein Regionalbüro der Kleinen Zeitung. Seit 1. April 1999 sendet auch Radio FREEQUENNS 100,8 – das freie Radio im Ennstal aus Liezen. Der Sender gestaltet 24 Stunden am Tag ein Radioprogramm. Vor allem Jugendliche nutzen den öffentlichen Zugang des freien Radios, gestalten ihre eigenen Sendungen und erlernen digitale Schnitttechnik. Das Programm wird nicht durch Werbung unterbrochen.

### Bildung
In Liezen befinden sich folgende Bildungseinrichtungen:
- Bundeshandelsakademie und Bundeshandelsschule (BHAK/BHAS) Liezen
- Bundesbildungsanstalt für Elementarpädagogik (BAFEP) und Kolleg für Sozialpädagogik Liezen
- Volksschule Liezen
- Neue Mittelschule Liezen
- Sonderschule Liezen
- Volkshochschule der steirischen Arbeiterkammer
- Bildungszentrum Liezen des Berufsförderungsinstituts Steiermark
- Wirtschaftsförderungsinstitut Liezen
- Musikschule Liezen

### Sport
- Fußball: Der WSV Liezen (Werksportverein Liezen) spielt in der achthöchsten Spielklasse Österreichs. Der SC Liezen (Sport Club Liezen) spielt in der vierthöchsten Spielklasse Österreichs und besitzt in Kooperation mit der NSG Liezen eine 2. Kampfmannschaft die unter dem Namen SG Liezen in der achthöchsten Spielklasse Österreichs spielt. Beide Teams zusammen ergeben in der Jugend die NSG Liezen.
- Motorsport: MSV Liezen, WSV Liezen
- Volleyball: Der VBC Gabriel Stainach-Irdning spielt in der zweithöchsten Liga Österreichs und spielt seine Heimspiele in der Ennstalhalle.
- Klettern: Seit November 2008 existiert in Liezen ein 900 m² großes Kletterzentrum das vom Liezener Alpenverein geführt wird.

## Politik
Behörden, mit Sitz in Liezen sind unter anderem das Finanzamt und die Bezirkshauptmannschaft Liezen (mit politischer Expositur in Gröbming), die Baubezirksleitung, das Bezirksgericht (Gerichtsbezirk Liezen) sowie das Vermessungsamt.

### Gemeinderat
Der Gemeinderat hat 25 Mitglieder.
- Mit den Gemeinderatswahlen in der Steiermark 2000 hatte der Gemeinderat folgende Verteilung: 14 SPÖ, 6 ÖVP, 3 FPÖ und 2 LIEB–Liezener Initiative Engagierter Bürger.
- Mit den Gemeinderatswahlen in der Steiermark 2005 hatte der Gemeinderat folgende Verteilung: 17 SPÖ, 5 ÖVP, 2 LIEB–Liezener Initiative Engagierter Bürger und 1 FPÖ.[26]
- Mit den Gemeinderatswahlen in der Steiermark 2010 hatte der Gemeinderat folgende Verteilung: 16 SPÖ, 4 ÖVP, 3 LIEB–Liezener Bürgerinitiative und 2 FPÖ.[27]
- Mit den Gemeinderatswahlen in der Steiermark 2015 hat der Gemeinderat folgende Verteilung: 13 SPÖ, 6 ÖVP, 3 FPÖ, 2 LIEB–Liezener Bürgerinitiative und 1 Grüne.[28]
- Mit den Gemeinderatswahlen in der Steiermark 2020 hat der Gemeinderat folgende Verteilung: 11 SPÖ, 10 ÖVP, 1 Grüne, 1 FPÖ, 1 LL-Liste Liezen und 1 LIEB–Liezener Initiative Engagierter Bürger.[29]

### Bürgermeister
- 2000–2018 Rudolf Hakel (SPÖ)
- 2018–2022 Roswitha Glashüttner (SPÖ)[30]
- Seit September 2022 Andrea Heinrich (SPÖ)

#### Liste der Bürgermeister von Liezen
| Bürgermeister ab 1919  | Bürgermeister ab 1919   | Bürgermeister ab 1919                                   | Bürgermeister ab 1919 |
| Amtszeit               | Name                    | Beruf                                                   | Partei                |
| ---------------------- | ----------------------- | ------------------------------------------------------- | --------------------- |
| 02.07.1919– 26.09.1919 | Johann Schlamadinger    | Fleischhauermeister und Gastwirt                        |                       |
| 27.09.1919– 15.08.1932 | Richard Steinhuber      | Bahnmeister                                             |                       |
| 16.08.1932– 12.03.1938 | Anton Hasner            | Dachdecker- und Spenglermeister                         | Vaterländische Front  |
| 13.03.1938– 29.11.1938 | Josef Wulz              | Kaufmann                                                | NSDAP                 |
| 30.11.1938– 13.03.1945 | Roman Holzer            | Direktor                                                | NSDAP                 |
| 14.03.1945– 08.05.1945 | Hans Wolf               | Schuldirektor                                           | NSDAP                 |
| 14.08.1945– 27.05.1946 | Ludwig Comai            | Gemeindesekretär                                        |                       |
| 28.05.1946– 19.02.1950 | Franz Wimmler           | Maurerpolier                                            | SPÖ                   |
| 20.02.1950– 03.05.1950 | Hans Hennelotter        | Betriebsleiter                                          | SPÖ                   |
| 04.05.1950– 06.04.1953 | Harold Mezler-Andelberg | Rechtsanwalt                                            | ÖVP                   |
| 07.04.1953– 10.05.1965 | Karl Wimmler            | Schlossermeister                                        | FPÖ                   |
| 11.05.1965– 18.09.1971 | Johann Voglhuber        | Volksschuldirektor                                      | SPÖ                   |
| 23.11.1971– 30.11.1987 | Heinrich Ruff           | Dreher                                                  | SPÖ                   |
| 10.12.1987– 02.01.2000 | Rudolf Kaltenböck       | Kammerangestellter                                      | SPÖ                   |
| 02.01.2000– 02.01.2018 | Rudolf Hakel            | Lehrer                                                  | SPÖ                   |
| 02.01.2018–15.09.2022  | Roswitha Glashüttner    | Regionalsekretärin der Gewerkschaft, Parteifunktionärin | SPÖ                   |
| 15.09.2022– amtierend  | Andrea Heinrich         | Büchereileiterin                                        | SPÖ                   |
| 1.                     |                         |                                                         |                       |

| Bürgermeister bis 1919 | Bürgermeister bis 1919   | Bürgermeister bis 1919          |
| Amtszeit               | Name                     | Beruf                           |
| ---------------------- | ------------------------ | ------------------------------- |
| 20.07.1850– 06.03.1861 | Anton Galler             |                                 |
| 07.03.1861– 09.10.1867 | Gustav Größwang sen.     | Apotheker                       |
| 10.10.1867– 06.02.1871 | Franz Hackl              | Gastwirt                        |
| 07.02.1871– 24.02.1874 | Ferdinand Vasold         | Kaufmann                        |
| 28.02.1874– 03.12.1875 | Anton Hinterschweiger    | Gastwirt und Realitätenbesitzer |
| 04.12.1875– 29.11.1876 | Gustav Größwang sen.     | Apotheker                       |
| 30.11.1876– 30.05.1884 | Leopold von Sölder       | Rechtsanwalt                    |
| 31.05.1884– 13.04.1890 | Theodor von Steinberg    | Rechtsanwalt                    |
| 14.04.1890– 22.12.1891 | Carl Keller              | Brauereibesitzer und Gastwirt   |
| 23.12.1891– 07.08.1896 | Carl Dobler              | Uhrmachermeister                |
| 08.08.1896– 15.10.1899 | Gustav Größwang jun. (1) | Apotheker                       |
| 16.10.1899– 14.12.1900 | Michael Matlschweiger    | Gastwirt                        |
| 15.12.1900– 09.08.1912 | Gustav Größwang jun. (2) | s. o.                           |
| 09.12.1912– 19.06.1915 | Carl Dobler              | Uhrmachermeister                |
| 20.06.1915– 01.07.1919 | Heinrich Kogler          | Glasermeister                   |

### Wappen

Wappen der Vorgängergemeinden
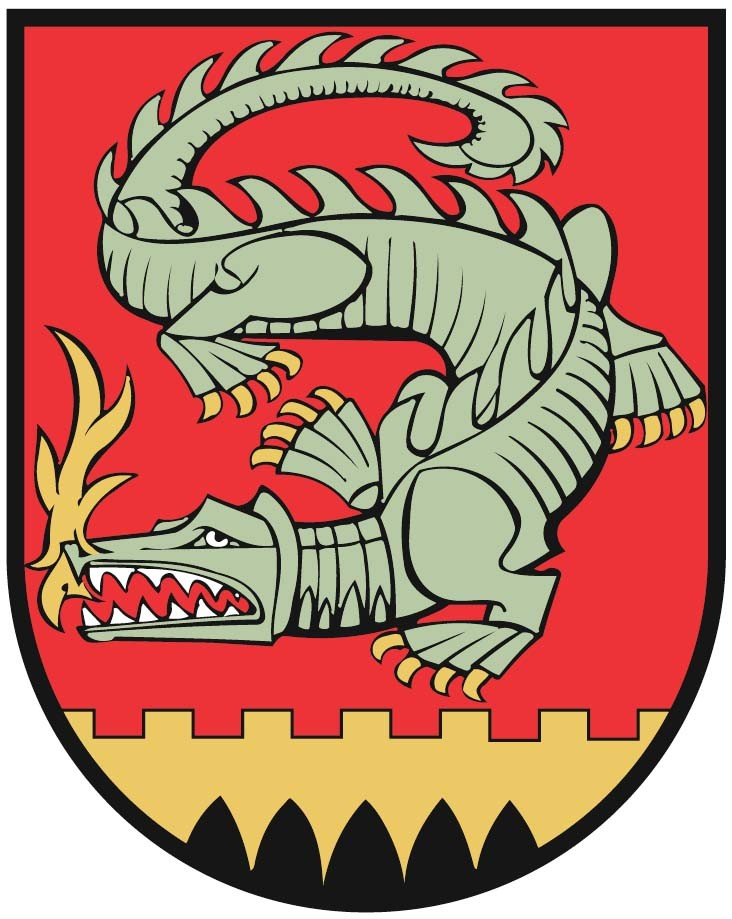
Liezen (bis 2014)
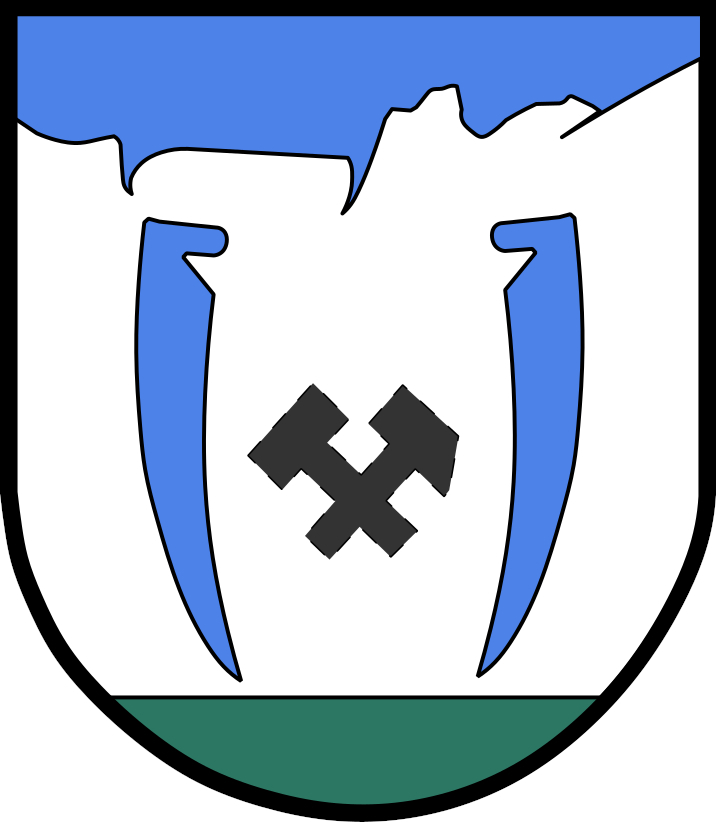
Weißenbach bei Liezen

Die Steiermärkische Landesregierung hatte der Stadt Liezen mit Beschluss vom 4. September 1947 das Recht zur Führung eines Stadtwappens verliehen, die Blasonierung lautete:
„In einem roten Schilde erscheint ein sich zweimal windender, ungeflügelter, mit einem Rückenkamme versehener, goldene Flammen speiender, grünlichgrauer, golden bewehrter Lindwurm mit goldenen Augen. Den Schildesfuss durchzieht eine goldene Zinnenmauer mit fünf schwarzen Toröffnungen. Auf dem Hauptrande des von einer ornamentierten, bronzefarbenen Randeinfassung umgebenen Schildes ruht eine silberfarbene Mauerkrone mit drei sichtbaren Zinnen.“

Auch die Vorgängergemeinde Weißenbach bei Liezen hatte ein Gemeindewappen. Wegen der Gemeindezusammenlegung verloren beide mit 1. Jänner 2015 ihre offizielle Gültigkeit. Die Neuverleihung des Gemeindewappens für die Fusionsgemeinde erfolgte mit Wirkung vom 20. Februar 2015.

Die neue Wappenbeschreibung lautet:
„In rotem Schild eine mit unregelmäßiger Silhouette bis ins Schildhaupt ragende silberne Felswand, belegt mit einem abwärts gekehrten grünen, sich zweimal krümmenden und rot feuerspeienden Lindwurm.“

## Persönlichkeiten

### Söhne und Töchter der Gemeinde
- Marian Lendlmayr von Lendenfeld (1666–1707), Abt des Stiftes Admont
- Zeno Müller (1818–1894), im Ortsteil Pyhrn geborener Benediktiner und Abt des Stiftes Admont
- Marta Elisabet Fossel (1880–1965), Graphikerin, Illustratorin und Malerin
- Friedrich Wilckens (1899–1986), Komponist und Pianist
- Karla Kienzl (1922–2018), Rennrodlerin
- Friedrich Frölichsthal (1927–2013), Diplomat
- Erich Edlinger (1934–2020), Sänger und Jodler[33]
- Klaus Hoi (* 1942), Bergsteiger
- Manfred Schmid (* 1944), Rennrodler
- Rudolf Schmid (1951–2014), Rennrodler
- Gerfried Göschl (1972–2012), Bergsteiger
- Jakob Semler (* 1991), Fußballschiedsrichter

### Personen mit Bezug zur Gemeinde
- Carl Pischinger (1823–1886), Maler
- Nikolaus Dumba (1830–1900), Industrieller, Politiker
- Hermann von Wissmann (1853–1905), Afrikaforscher
- Margarethe Martiny-Holzhausen (1893–1976), Künstlerin
- Nikolaus von Martiny (1896–1991), Kunstkeramiker
- Franz Eibel (1904–1934), Geistlicher und Opfer der Nationalsozialisten
- Adolf Schachner (* 1941), Politiker
- Johann Josef Böker (* 1953), Architekturhistoriker
- Markus Steiner (* 1972), Sänger und Komponist